# Как Гринч украл Рождество (книга)
«Как Гринч украл Рождество» (англ. How the Grinch Stole Christmas!) — сказка американского детского писателя Доктора Сьюза (Теодора Зойса Гайзеля). Книга осуждает коммерциализацию Рождества. На русском языке сказка выпущена издательством «Азбука-Аттикус», перевод М. Бородицкой.

## Сюжет
Гринч — вредный, ворчливый, пещерный зелёный монстр с сердцем «в два раза меньше», который живёт на крутой снежной горе к северу от весёлого и дружелюбного Ктограда со своим псом Максом. Каждый год во время Нового Года ненависть Гринча к счастливым жителям Ктограда росла всё больше и больше. Они делали друг другу подарки, веселились на праздничных обедах и пели песни, взявшись за руки, что больше всего раздражало озлобленного отшельника. Однажды Гринч решил сорвать Рождество. Переодевшись в Санту, он пробирался в дома горожан и крал их подарки, еду и украшения. Однако, в конечном итоге, Гринч осознал, что смысл Рождества не в подарках. Раскаявшийся злодей решил вернуть жителям подарки, а те приняли его к себе.

## Создание и публикация

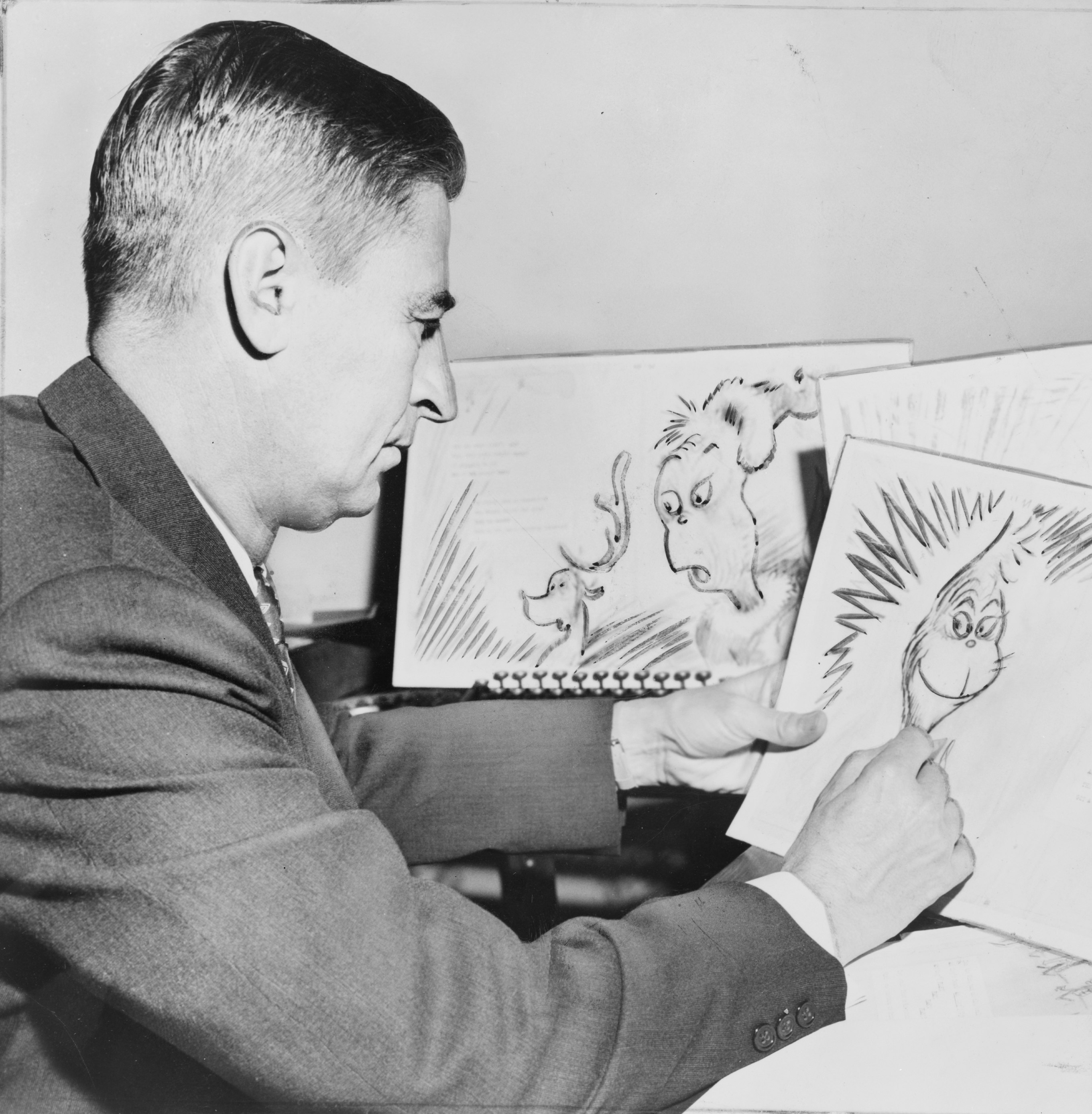
Доктор Сьюз рисует Гринча, 1957 год

Доктор Сьюз начал работать над «Гринчем-похитителем Рождества» примерно в начале 1957.
Он недавно закончил «Кота в шляпе» и был среди основателей «Begginer Books» с Филлис, Беннетт Серф и своей женой Хелен Палмер. Хелен, которая переживала постоянные проблемы со здоровьем, тем не менее выступала в качестве неофициального редактора книг Доктора Сьюза.
Гайзель написал книгу быстро, большая часть создана всего за несколько недель. Биографы пишут, что Гринч — «это самая лёгкая книга в карьере автора, не считая, конечно её завершения». Доктор Сьюз признавался, что финал дался ему нелегко, через 3 месяца, когда он уже отчаялся и чуть было не испортил историю.
К середине мая 1957 года книга была закончена и в июне Гайзель взял месячный отпуск и отправился на Гавайи, где он выверил текст перед отправкой в издательство.
Книга вышла в свет 24 декабря 1957 года. Гайзель посвятил её Теодору «Тедди» Оуэнсу, годовалому сыну своей племянницы Пегги Оуэнс.

## Адаптации
- 1966 год. Анимационный фильм Как Гринч украл Рождество Чака Джонса, с озвучкой Бориса Карлоффа. Гейзель сам написал тексты к песням мультфильма.
- 1998. Музыкальная сценическая версия была спродюсирована театром «Глобус», Сан-Диего. Она также была поставлена на Бродвее и приняла участие в туре по США в 2008 году. Северо-американское турне началось осенью 2010 года, постановка стала ежегодным событием[5].
- 1999. Выпуск аудиокниги «Как Гринч похитил Рождество».
- 2000. Полнометражный фильм «Гринч — похититель Рождества» Рона Ховарда с Джимом Керри в роли Гринча.
- 2009. Интерактивная электронная книга для iPhone[6].
- 2018. 3D анимационный полнометражный фильм «Гринч» студии Illumination, Пита Кэндлэнда[7].
- 2022. Фильм пародия в жанре ужасов «Зловредный»[8][9]